# Pasts
Pour plus de détails, voir Fiche technique et Distribution.
Pasts (Le Courrier) est un film letton réalisé par Laila Pakalniņa et sorti en 1996.

## Fiche technique
- Titre : Pasts (Le Courrier)
- Réalisation : Laila Pakalniņa
- Scénario : Laila Pakalniņa
- Photographie : Gints Bērziņš
- Son : Andrijs Krenbergs
- Montage : Sandra Alksne
- Production : Studio Zalktis
- Pays de production :  Lettonie
- Durée : 20 minutes
- Date de sortie : France - mai 1996[1]

## Distinctions
- Prix FIPRESCI du Festival de Cannes (avec Prāmis) 1996[2]
- Meilleure réalisation et meilleure photographie au Latvian National Film Festival 1996[1]